# Curva de Carus
En obstetricia, la curva de Carus, también llamado eje pelviano, es un arco o semicírculo imaginario dentro de la pelvis, cuyo radio es la mitad de la longitud del diámetro conjugado verdadero y cuyo centro está a la mitad de la superficie posterior de la sínfisis púbica. Se utiliza para describir el trayecto final del feto durante el mecanismo del parto. La curva de Carus se obtiene al intersecar entre sí los ejes que siguen los diámetros de los planos existentes en el estrecho superior e inferior de la pelvis. El feto transcurre por la curva de Carus naturalmente, siendo de especial utilidad durante distocias durante el trabajo de parto o el uso de técnicas de extracción artificiales.